# Gypsy (Shakira)
Gypsy je čtvrtý singl z třetího anglického alba zpěvačky Shakiry.
Gypsy má také španělskou verzi „Gitana“, která byla použita na podporu prodeje alba ve španělsky mluvících zemích.

## Hitparáda
| Země      | Umístění |
| --------- | -------- |
| Evropa    | 25       |
| Rakousko  | 11       |
| Švýcarsko | 12       |
| Česko     | 6        |
| Německo   | 7        |
| USA       | 65       |
| Slovensko | 23       |